# براندون آرمسترونغ
براندون آرمسترونغ (بالإنجليزية: Brandon Armstrong)‏ مواليد 16 يونيو 1980 في سان فرانسيسكو، هو لاعب كرة سلة أمريكي معتزل. بدأ مسيرته الاحترافية في سنة 2001. تم اختياره من قبل فريق هيوستن روكتس خلال الدرافت. يبلغ طوله 6 قدم 4 بوصة (1.9 م). اعتزل اللعب في 2016.

## روابط خارجية
- براندون آرمسترونغ على موقع إن بي أي (الإنجليزية)
- براندون آرمسترونغ على موقع سبورتس رفرنس (الإنجليزية)
- براندون آرمسترونغ على موقع كرة السلة الأوروبية.كوم (الإنجليزية)
- براندون آرمسترونغ على موقع كلية كرة السلة في سبورتس رفرنس.كوم (الإنجليزية)
- براندون آرمسترونغ على موقع ريلجم (الإنجليزية)
- براندون آرمسترونغ على موقع بروبوليرز (الإنجليزية)
- براندون آرمسترونغ على موقع سبورتس رفرنس (الإنجليزية)
- براندون آرمسترونغ على موقع سبورتس رفرنس (الإنجليزية)